# 글렌 그린월드

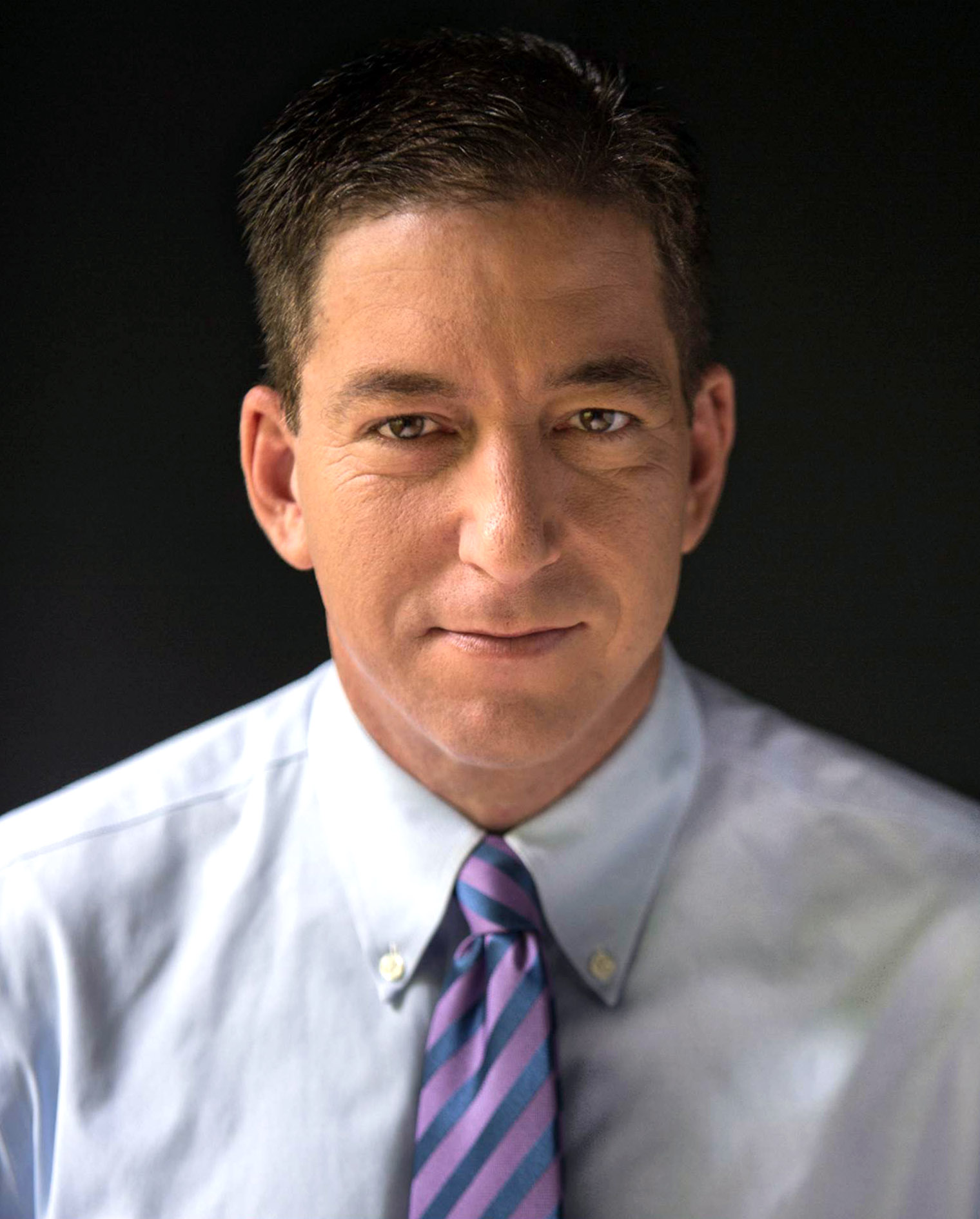
2014년의 그린월드

글렌 에드워드 그린월드(Glenn Edward Greenwald, 1967년 3월 6일~ )는 2013년 6월을 기점으로 미국과 영국의 세계적 감시망 프로그램을 상세히 알리고 에드워드 스노든이 공개한 기밀 문서들에 기반한, 가디언 신문에 게시된 일련의 보고를 통해 잘 알려진 미국의 저널리스트, 저자이다.
그린월드와 그가 일한 팀은 해당 보고서를 통해 조지 폴크상과 퓰리처상을 받았다. 《더 이상 숨을 곳이 없다》를 포함하여 베스트셀러 책을 여러 권 썼다.
스노든의 이야기를 다룬 그린월드의 기사는 다큐멘터리 시티즌포에 장식되었으며 이 영화는 2014년 아카데미 장편 다큐멘터리 영화상을 받았다.
2016년, 올리버 스톤 장편 영화 스노든에서 그린월드 역은 배우 재커리 퀸토가 맡았다.

## 저서
- 2014년: 《더 이상 숨을 곳이 없다》(No Place to Hide)
- 2011년: 《소수를 위한 자유와 정의》(With Liberty and Justice for Some: How the Law Is Used to Destroy Equality and Protect the Powerful.)
- 2008년: 《위대한 미국인이라는 위선자》(Great American Hypocrites)
- 2007년: A Tragic Legacy
- 2006년: How Would a Patriot Act?